# Crisi della diossina
La Crisi della diossina o affare della diossina fu una crisi politica che colpì il Belgio nella primavera del 1999. La contaminazione delle materie prime con policlorobifenili (PCB) fu rilevata in prodotti alimentari animali, principalmente uova e polli. Sebbene gli ispettori sanitari abbiano segnalato il problema a gennaio, le misurazioni sono state prese solo a partire dal maggio 1999, quando i media hanno rivelato il caso. Il leader dell'opposizione fiammingo dei Liberali e Democratici Fiamminghi (VLD) Guy Verhofstadt ha affermato che il governo stava cercando di coprire la cosiddetta "nota Destickere", che ha dimostrato che molti segretari di stato sono stati informati molto prima che il cibo conteneva PCB e diossine.

## Scandalo politico
L'affare della diossina è iniziato con alcune denunce di allevatori di polli che hanno notato un aumento della mortalità tra polli appena nati. Le analisi di laboratorio hanno confermato la presenza di diossine e composti diossina-simili ben al di sopra dei limiti normali nelle uova, nei tessuti e nei mangimi degli uccelli colpiti. Successivamente è stato confermato che la tossicità diossina-simile era il risultato della presenza di PCB, molti dei quali fanno parte del gruppo di diossine e composti diossina-simili che hanno proprietà tossiche nell'alimentazione degli uccelli.
Karel Pinxten, ministro dell'Agricoltura, e Marcel Colla, ministro della Salute, si sono subito dimessi ed è stata istituita una commissione per indagare sulle probabili fonti di contaminazione e sugli errori commessi dal governo. Successive indagini hanno rivelato che la fonte della contaminazione proveniva da una società di riciclaggio di olio e grasso, Verkest, di Deinze. I grassi sono stati riprocessati in mangimi che contenevano anche olio per trasformatori (fluido refrigerante), una fonte nota di PCB.
La preoccupazione pubblica per la qualità del cibo animale in generale è diventata una questione scottante nei media. Ciò ha costretto la commissione a vietare alcuni flussi di riciclaggio (come l'olio di frittura) dall'entrare nella catena alimentare per prevenire future contaminazioni. Studi successivi hanno indicato che non vi è mai stato un serio pericolo per la salute umana perché il materiale contaminato è stato ampiamente diluito durante la produzione del mangime. Sette milioni di polli e cinquantamila maiali furono macellati e gettati via.
Molte aziende sono state chiuse per mesi e i prodotti alimentari animali sono stati banditi dal mercato. Durante l'indagine, sono state sollevate domande sul fatto che fossero necessari i costi per distruggere il cibo e le materie prime, poiché sembrava ovvio che il cibo contaminato fosse già passato attraverso il mercato alimentare nel periodo da gennaio a maggio. Per proteggere gli agricoltori, il governo belga ha promesso di risarcire le perdite subite. La crisi ha anche danneggiato l'esportazione di prodotti animali belgi. Molti belgi andavano a comprare carne e latticini in paesi stranieri. I costi totali della crisi alimentare sono stimati a 25 miliardi di franchi, ovvero 625 milioni di euro.

## Implicazioni politiche

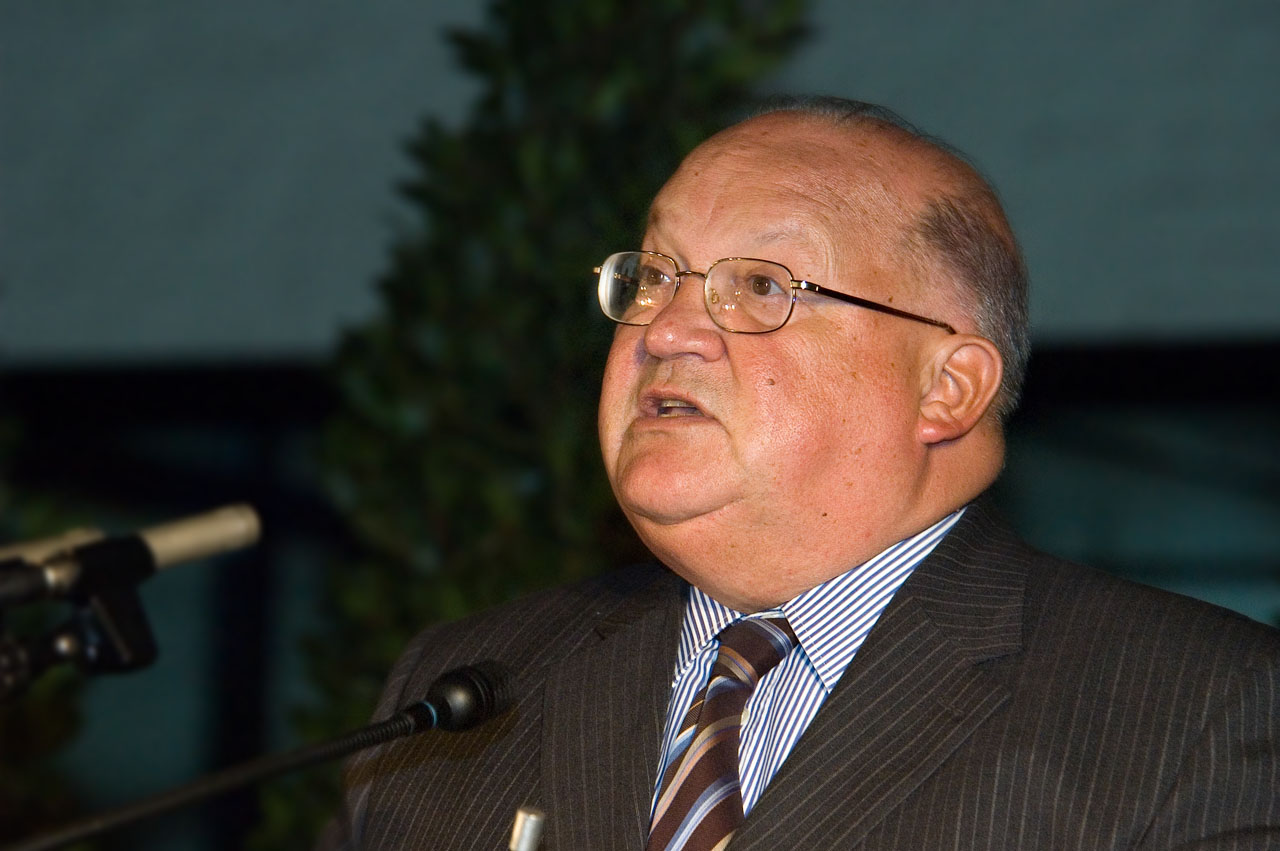
Jean-Luc Dehaene all'epoca dei fatti capo del governo.

La crisi della diossina ha fortemente influenzato le elezioni federali del 1999 (così come le elezioni regionali del 1999). Il partito di governo, il Partito Popolare Cristiano (CVP), ha subito una perdita storica ed è stato costretto alla fine del governo di otto anni del premier Jean-Luc Dehaene. Ciò significò una vittoria per il VLD di Guy Verhofstadt, che diventerà primo ministro del Belgio e resterà tale fino al 2007. Anche i partiti verdi Ecolo e Agalev sono stati in grado di trarre profitto dalla preoccupazione pubblica per l'ambiente e la qualità del cibo.

## Implicazioni sulla salute

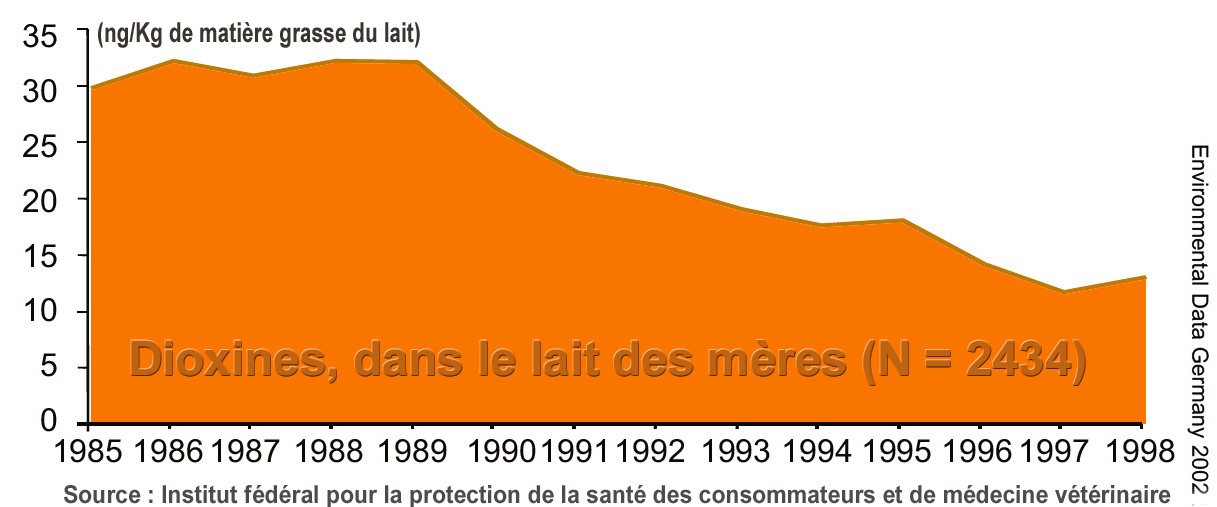
Diossine in latte materno, in Germania.

Nel 2001, un rapporto pubblico annunciava che alti livelli di diossina sono stati rilevati nel plasma sanguigno di belgi rispetto ad altre popolazioni europee. Un collegamento diretto con la crisi della diossina sembrava ovvio. Un successivo confronto con campioni di sangue che sono stati presi prima della crisi ha smentito questa ipotesi. Alti livelli potrebbero anche essere attribuiti alle popolazioni e all'industria densa.